# 1667 Pels
Az 1667 Pels (ideiglenes jelöléssel 1930 SY) a Naprendszer kisbolygóövében található aszteroida. Hendrik van Gent fedezte fel 1930. szeptember 16-án, Johannesburgban.